# 레닌 이후의 제3인터내셔널
《레닌 이후의 제3인터내셔널》은 트로츠키가 출판한 책이다. 트로츠키주의라는 용어는 트로츠키의 이름에서 유래하는데, 이것은 1905년 혁명을 총괄한 《평가와 전망》에서 그 원형이 제시되고 스탈린과의 논쟁을 통해 체계화되었며, 《레닌 이후의 제3인터내셔널》은 트로츠키주의를 가장 체계적으로 저술한 책이다. 1928년의 코민테른 제6회 대회에 스탈린＝부하린 간부파(幹部派)에 의해 제출된 테제 '코민테른 세계 강령'에 대한 비판으로 집필되었고 후에 미국 공산당의 제임스 캐논에 의해 공표되었다. 이 저서는 제1장의 제목이 '국제혁명의 강령인가, 일국사회주의의 강령인가?'라고 되어 있는 것을 보아도 알 수 있듯이 소련의 미래를 세계혁명과의 관계에서 파악하려고 한 것이다.

## 참고 문헌
- 이 문서에는 다음커뮤니케이션(현 카카오)에서 GFDL 또는 CC-SA 라이선스로 배포한 글로벌 세계대백과사전의 내용을 기초로 작성된 글이 포함되어 있습니다.